# Gustavo Figueredo
Gustavo Figueredo (* 25. Februar 1969 in Libertad) ist ein ehemaliger uruguayischer Straßenradrennfahrer.
Figueredo nahm an den Panamerikanischen Spielen 1991 und Panamerikanischen Spielen 1995 teil. 1995 belegte er dort beim 50-km-Zeitfahren mit einer  Zeit von 1:06:12.000 den dritten Platz und holte somit die Bronzemedaille. Auch bei den Südamerikaspielen 1998 in Cuenca zählte er zum uruguayischen Aufgebot.
In den Jahren 1995 und 2002 war er jeweils Gesamtsieger der Vuelta Ciclista del Uruguay. Ebenfalls gewann er in den Jahren 1995 und 2000 die Rutas de América. 1998 entschied er die Vuelta del Paraguay zu seinen Gunsten.